# Wyatt Allen
Wyatt Allen (ur. 11 stycznia 1979 w Baltimore) – amerykański wioślarz, brązowy medalista w wioślarskiej ósemce podczas Letnich Igrzysk Olimpijskich w Pekinie.

## Osiągnięcia
- Mistrzostwa Świata – Sewilla 2002 – czwórka podwójna – 10. miejsce[1].
- Mistrzostwa Świata – Mediolan 2003 – czwórka podwójna – 14. miejsce[1].
- Igrzyska Olimpijskie – Ateny 2004 – ósemka – 1. miejsce[1].
- Mistrzostwa Świata – Gifu 2005 – jedynka – 14. miejsce[1].
- Mistrzostwa Świata – Eton 2006 – czwórka podwójna – 8. miejsce[1].
- Mistrzostwa Świata – Monachium 2007 – czwórka bez sternika – 8. miejsce[1].
- Igrzyska Olimpijskie – Pekin 2008 – ósemka – 3. miejsce[1].